# Јон (митологија)
Јон или Ијон (антгрч.  — Ион) је син бога Аполона.

## Митологија
Лик Јона се не појављује у старим митовима и вероватно је он настао у време систенатизације грчких митова. Јон је био син Ксута, који је постао краљ Атине после венчања са Креусом, а како Атињани нису били задовољни чињеницом да је њихов краљ смртник, и то још досељеник, они су Ксута, као оца Јона, заменила са богом Аполоном.
Јон се, као син бога Аполона, први пут јавља код Еуридипа у трагедији Јон - 412. пре нове ере.
Потомци Јона, су населили острво Еудеју и Саламину, као и бројна острва у Јонском мору. Поред острва населили су и средишње области Мале Азије. Њихово главно средиште у Европи је била Атина, а у Малој Азији Ефес.